# Departamento Presidente Hayes
Presidente Hayes ist das flächenmäßig drittgrößte der insgesamt 17 Departamentos in Paraguay. Es ist benannt nach dem 19. US-amerikanischen Präsidenten Rutherford B. Hayes (Präsident von 1877 bis 1881). Nach dem Tripel-Allianz-Krieg schlichtete Hayes einen Grenzstreit mit Argentinien und urteilte zugunsten Paraguays.
Der Hauptwirtschaftszweig ist die Viehzucht. Es werden aber auch Süßkartoffeln, Sorghum, Zuckerrohr, Baumwolle, Maniok, Mais und Kreuzblättrige Wolfsmilch angebaut. In Villa Hayes gibt es eine Bootswerft, die Barkassen herstellt.

## Distrikte
- Benjamín Aceval
- Dr. José Falcón
- General Bruguez
- Nanawa
- Pozo Colorado
- Puerto Pinasco
- Teniente Irala Fernández
- Villa Hayes